# Panama Canal Railway Company
Panama Canal Railway Company (PCRC) es la empresa que desde el año 1998 opera y explota el Ferrocarril de Panamá. Una vía férrea entre los puertos de las ciudades de Panamá y Colón en el Pacífico y el Atlántico, respectivamente. 

## Historia

### Antecedentes
Tras la firma de los Tratados Torrijos-Carter de 1977, los Estados Unidos entrega en 1978 a Panamá las operaciones del Ferrocarril de Panamá como parte de los bienes, infraestructuras y territorios que serían revertidos a Panamá, según lo pactado en dichos tratados. 
Durante la presidencia de Ernesto Pérez Balladares (1994 -1999), el estado panameño decidió privatizar, entre otros bienes públicos, el Ferrocarril de Panamá. 

### Concesión
La entonces Kansas City Southern Lines (KCSL) ganó en 1998 la concesión para operar, administrar y explotar la vía férrea. KCSL compró así el 50% de PCRC. Para 2002 se había reconstruido la vía y cambiado el ancho de vía del ancho ruso con el que se construyó originalmente en 1855 al ancho de vía internacional actual. 
En 2023, Canadian Pacific Railway (CPR) compra a la Kansas City Southern Lines (KCSL). De esta fusión emerge Canadian Pacific Kansas City (CPKC), siendo esta la nueva empresa matriz de Panama Canal Railway.
En 2025, la filial neerlandesa APM Terminals de la danesa Maersk, compró de CPKC su participación en PCRC.